# Maigesetze (Russland)
Die Maigesetze des Russischen Reiches, die im Mai 1882 offiziell als „zeitlich begrenzte Verordnungen“ (russ. Временные правила) erlassen und im März 1917 während der Russischen Revolution aufgehoben wurden, waren eine Reihe von antijüdischen Maßnahmen. Sie wurden von Zar Alexander III. als Reaktion auf die Pogrome in Kraft gesetzt, zu denen es nach dem Attentat auf seinen Vorgänger Alexander II. (13. März 1881) in zahlreichen russischen Städten gekommen war, und dienten der Einschränkung der Freizügigkeit der russischen Juden.

## Hintergrund
Das Attentat auf Alexander II. am 1.jul. / 13. März 1881greg. löste in Südrussland zahlreiche Pogrome aus, welche die Judenfrage ins Rampenlicht der Öffentlichkeit stellten. In Berichten hoher Regierungsbeamter wurde die Schuld den Juden angelastet und auf den Misserfolg der relativ liberalen Politik von Alexander II. hingewiesen. Innenminister Ignatiew schrieb an Zar Alexander III.:

„Die wesentliche, ja sogar ausschließliche Ursache dieser [judenfeindlichen] Bewegung ist die wirtschaftliche Situation. In den letzten 20 Jahren haben die Juden nach und nach Handel und Industrie unter ihre Kontrolle gebracht; sie haben auch, hauptsächlich durch Kauf oder Pacht, viel Land erworben, und durch ihre Einheit haben sie im Allgemeinen jede mögliche Anstrengung unternommen, um das Volk auszubeuten, insbesondere die verarmten Klassen. So haben sie eine Welle des Protestes genährt, welche die unglückliche Form der Gewalt angenommen hat. Nun, da die Regierung die Aufstände und die Gesetzlosigkeit mit Härte unterdrückt hat, um die Juden zu schützen, erfordert die Gerechtigkeit, unverzüglich strenge Bestimmungen zu erlassen, welche die ungerechten Beziehungen zwischen der allgemeinen Bevölkerung und den Juden ändern werden und die ersteren vor der schädlichen Tätigkeit der letzteren schützen werden.“

Am 22. Augustjul. / 3. Septembergreg. befahl der Zar die Bildung von Sonderausschüssen in den von Juden bewohnten Bezirken. Diese Ausschüsse waren aus Vertretern der verschiedenen Klassen und Gemeinden zusammengestellt und hatten zu bestimmen, „welche Arten von jüdischer wirtschaftlicher Tätigkeit auf das Leben der allgemeinen Bevölkerung einen schädlichen Einfluss haben.“ Im September und Oktober 1881 brachten die Vertreter der Bauern und Stadtbewohner zahlreiche Anklagen gegen die Juden vor, die durch eine Pressekampagne im Winter 1882 mit Unterstützung der revolutionären Narodnaja Wolja noch verstärkt wurden, während sich die jüdischen Vertreter erfolglos zu verteidigen versuchten und neue Pogrome in Städten wie beispielsweise Warschau und Balta ausbrachen. Mit Billigung der Regierung versammelten sich führende jüdische Vertreter zweimal (September 1881 und April 1882) in Sankt Petersburg, um die Vorschläge der Regierung zu erörtern.

## Die Verordnung
Die „zeitlich begrenzten Verordnung“ vom 3.jul. / 15. Mai 1882greg. legte in sechs Abschnitten unter anderem fest:
- Es ist den Juden verboten, sich außerhalb von Städten und Kleinstädten niederzulassen.
- Kauf- und Pachtverträge im Namen von Juden außerhalb von Städten und Kleinstädten sind ungültig.
- Juden dürfen an Sonntagen und russisch-orthodoxen Feiertagen keinen Handel treiben.

Die zeitlich begrenzte Verordnung kam den Forderungen der russischen Händler auf dem Land entgegen, die in den Dörfern der Ukraine und Weißrusslands die Beseitigung ihrer jüdischen Konkurrenten erhofften. In Tat und Wahrheit verkleinerten diese Gesetze die Ansiedlungsrayons; die Anwesenheit von Juden wurde auf Städte und Kleinstädte beschränkt.
Zu Beginn des 20. Jahrhunderts wurde die Wirksamkeit dieser Verordnung langsam abgemildert. Am 10. Mai 1903 entschied die Regierung, die Niederlassung von Juden in 101 Dörfern zu bewilligen. Im März 1917, unmittelbar nach der Februarrevolution, setzte die provisorische Revolutionsregierung die Maigesetze außer Kraft.